# Dog Man Star
Dog Man Star je druhé studiové album anglické alternativní rockové skupiny Suede. Bylo vydáno v říjnu 1994 společností Nude Records. Nahrávání proběhlo na začátku roku 1994 v londýnských studiích Master Rock. Jedná se o poslední album Suede, na kterém spolupracoval Bernard Butler. Jeho napjatý vztah s Brett Andersonem nakonec vyústil v Butlerův odchod z kapely ještě před dokončením Dog Man Star. Na rozdíl od jejich debutového alba Suede je toto album temnější. Zatímco Suede bylo velmi ovlivněno The Smiths a Davidem Bowiem, Dog Man Star je více indivinduální a čerpá z více vlivů.

## Seznam skladeb
Autorem textů je Brett Anderson; autorem hudby je Bernard Butler.
| Pořadí | Název                | Délka |
| ------ | -------------------- | ----- |
| 1.     | Introducing the Band | 2:38  |
| 2.     | We Are the Pigs      | 4:19  |
| 3.     | Heroine              | 3:22  |
| 4.     | The Wild Ones        | 4:50  |
| 5.     | Daddy's Speeding     | 5:22  |
| 6.     | The Power            | 4:31  |
| 7.     | New Generation       | 4:37  |
| 8.     | This Hollywood Life  | 3:50  |
| 9.     | The 2 of Us          | 5:45  |
| 10.    | Black or Blue        | 3:48  |
| 11.    | The Asphalt World    | 9:25  |
| 12.    | Still Life           | 5:23  |

## Obsazení
Suede
- Brett Anderson – zpěv
- Bernard Butler – kytara, klávesy
- Simon Gilbert – bicí
- Mat Osman – baskytara

Další hudebníci
- Phil Overhead – perkuse
- Simon Clarke – trubka
- Roddy Lorimer – saxofon, flétna
- Richard Edwards – pozoun
- Andrew Cronshaw – cimbál, bawu
- Tessa Niles – doprovodné vokály
- Children from The Tricycle Theatre Workshop – doprovodné vokály
- orchestr – Sinfonia of London (aranže a dirigování Brian Gascoine)